# Eberhard Klessen
Eberhard Klessen (* 16. November 1949 in Meiningen) ist ein ehemaliger deutscher Skilangläufer und Skilanglauftrainer, der mehrere DDR-Meistertitel gewann und in den 1990er-Jahren als Männer-Bundestrainer im Deutschen Skiverband arbeitete.
Mit dem Skilauf begann Klessen in seiner Jugend in Metzels in der Nähe seines südthüringischen Heimatortes. Er begann ein Studium an der Deutschen Hochschule für Körperkultur in Leipzig und wurde mit 18 Jahren vom dortigen Trainer Hannes Braun zum ASK Vorwärts Oberhof empfohlen. Anfang der 1970er-Jahre gehörte Klessen zu den führenden Skilangläufern der Deutschen Demokratischen Republik. Bei den DDR-Skimeisterschaften 1970 gewann er mit der Oberhofer Staffel an der Seite von Axel Lesser, Gerhard Grimmer und Wolfgang Hössrich seinen ersten nationalen Titel, während er im 50-Kilometer-Rennen den vierten Platz belegte. Im Folgejahr sicherte sich Klessen über diese Distanz den DDR-Meistertitel. 1972 zählte er zum Olympiaaufgebot und sprang am 4. Februar im Rennen über 30 Kilometer kurzfristig für den erkrankten Gerhard Grimmer ein, dessen Startnummer er übernahm. Klessen kam in diesem Wettkampf auf den 27. Rang und nahm eine knappe Woche später auch am 50-Kilometer-Rennen teil, in dem er 16. wurde. Einen dritten nationalen Meistertitel errang Klessen abermals mit der Oberhofer Staffel bei den DDR-Skimeisterschaften 1973.
Nach der Deutschen Wiedervereinigung wirkte Klessen ab 1990 im Deutschen Skiverband (DSV) und übernahm zunächst die Position des Bundestrainers im Männerteam, die er nach ausbleibenden Erfolgen seiner Athleten nach kurzer Zeit wieder verlor. Zeitweilig führte Klessen den Perspektivkader im DSV, dem 1997 unter anderem Andreas Schlütter und René Sommerfeldt angehörten, während ein Großteil der erfolgreichsten deutschen Skilangläufer (um Jochen Behle, Johann Mühlegg und Peter Schlickenrieder) in einer anderen Gruppe trainierte. Bei den Olympischen Winterspielen 1998 in Nagano war Klessen erneut Bundestrainer der Männer. Nach den Weltmeisterschaften 1999 wurde er von Georg Zipfel als Betreuer der Nationalmannschaft abgelöst. Später arbeitete Klessen wieder am Stützpunkt Oberhof für den Thüringer Skiverband, wo er 2012 vom DSV als Trainer des Jahres in der Kategorie Skilanglauf ausgezeichnet wurde, nachdem die von ihm betreuten Christian Stiebritz und Marius Cebulla Medaillen bei den Olympischen Jugend-Winterspielen gewonnen hatten.